# Batteri Helsingborg

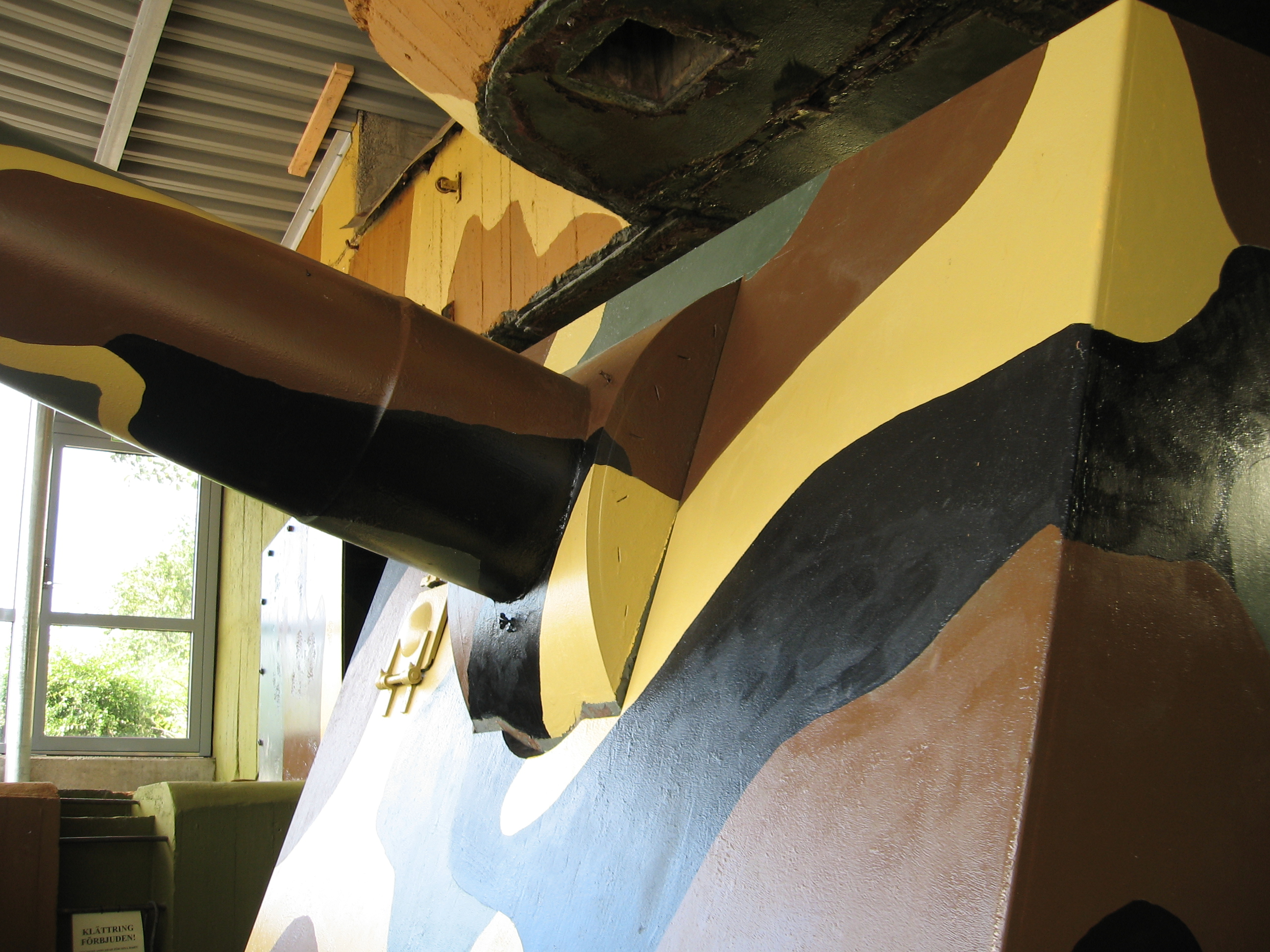
Maja; en av pjäserna i Kustartilleriets Batteri Helsingborg.

Batteri Helsingborg (före 1971: Batteri Hälsingborg) var ett fast kustbatteri i nordvästra Skåne mellan 1940 och 1990. Batteriet byggdes på rekordtid efter den tyska invasionen i Danmark den 9 april 1940, för försvar av Öresunds smalaste del vid Helsingborg.

## Bakgrund
Till följd av den tyska invasionen i Danmark den 9 april 1940, Operation Weserübung, uppstod ett helt nytt strategisk läge för försvaret av Skåne och Sydsverige. Den under år 1939 påbörjade byggnaden av kustförsvaret på sydkusten måste utsträckas även längs Öresund. 
Ett tungt kustartilleribatteri placerades strax norr om Helsingborg vid Djuramåsa så att det tillsammans med minfält kunde hindra fartyg att passera sundet mellan Helsingborg och Helsingör, samt vid en eventuell kustinvasion försvåra landstigning på kuststräckan Kullen-Rydebäck genom att bekämpa pansrade fartyg som hotade att med svårt fartygsartilleri skjuta sönder Skånelinjens strandförsvarsvärn.
Batteriet placerades på en flack höjdsträckning cirka 60 meter över havet och tre kilometer från strandlinjen, så att det var svårt att upptäcka från sjön och från luften.

## Anläggningen
Redan den 19 april 1940 fattade regeringen ett principbeslut om att beslagta kanoner som befann sig under tillverkning för Holländska marinen vid AB Bofors och bygga ett 15 cm batteri i nordvästra Skåne. Den 22 april beställde Marinförvaltningen anläggningsarbetena av Skånska Cementgjuteriet och den 5 juni provsköts kanonerna på batteriet och två dagar senare anmäldes batteriet klart för strid. Då hade det gått 47 dygn sedan arbetet påbörjades.
På batteriet uppfördes pjäsvärn, skjutbordsrum, kulsprutevärn, luftvärnstorn, skyddsrum, rörliga strålkastare och mätstationer. Allt skedde i tysthet. Man plockade sten till gjutningen från gärdesgårdar om natten och de väldiga kanonerna fraktades dit med häst och vagn. 
Beväpningen bestod av:
- Fyra 15,2 cm kustartilleripjäs m/40 i fullträffsäker värn, skottvidd 24 km
- Två 40 mm luftvärnsautomatkanoner m/36 i fältlavettage
- Fyra 20 mm luftvärnsautomatkanoner m/40 i fältlavettage
- Tre 150 cm luftvärnsstrålkastare i fältlavettage
- Dessutom fanns en stridsledningscentral vid batteriet och mätstationer vid Rydebäck och Gnetaröd.

## Nedläggning
Batteriet kvarstod i krigsorganisationen under det Kalla kriget och avvecklades 1990. Batteri Helsingborg öppnades igen år 1997 av Johan och Marie Andrée när de grundade Beredskapsmuseet. Museet har utvecklat anläggningen under åren i samverkan med Kulla Gunnarstorps gods. Delar av batteriet har öppnats upp igen genom Beredskapsmuseet i Helsingborg. Idag visas den underjordiska sammanställningsplatsen, den underjordiska sjukhusbunkern samt två av de fyra pjäsvärnen. Planer finns på att öppna ytterligare en pjäsbunker samt ett kulsprutevärn. Beredskapsmuseet har även i samverkan med Riksantikvarieämbetet bevarat ett antal värn i den så kallade Skånelinjen. Värnen visas av Beredskapsmuseet.